# Бост, Пьер
Пьер Мишель Фредерик Бост (фр. Pierre Michel Frédéric Bost; 5 сентября 1901, Ласаль, Франция — 6 декабря 1975, Париж, Франция) — французский писатель, журналист и сценарист. Брат Жака-Лорана Боста.

## Биография
Окончил философский факультет Сорбонны. В 1923 году занялся литературой. В кино с 1940 года («Наследник Мондезиров»). Работал в соавторстве с Жаном Ораншем. По мнению выдающегося кинодраматурга  Сузо Чекки д’Амико: «В знаменитой французской паре — Жан Оранш и Пьер Бост поначалу все симпатии отдавались Ораншу, а не сухопарому и молчаливому Босту, такому чопорному и одетому, словно протестантский священник, во все темное. А потом режиссеры и продюсеры объясняли тебе, что гарантия успеха картины — участие в работе Боста»).
Как правило сценарии создавались по произведениям французской и русской литературы. Трюффо писал по этому поводу: «Выдумать, не исказив» — вот девиз Оранша и Боста, который они повторяют, забывая, что для искажения довольно и обычной купюры»).  Сотрудничал с такими режиссёрами, как Клод Отан-Лара, Жан Деланнуа, Рене Клеман, Бертран Тавернье и другими.

## Избранная фильмография

### Сценарист
- 1940 — Наследник Мондезиров / L'héritier des Mondésir
- 1942 — Звёздные круизы / Croisières sidérales
- 1942 — Человек, который играл с огнем / L'homme qui joue avec le feu
- 1942 — Последний козырь / Dernier atout
- 1942 —  / Une étoile au soleil
- 1943 —  / La chèvre d'or
- 1943 — Мадам и смерть / Madame et le mort
- 1946 — Родина / Patrie
- 1943 — Нежная / Douce (по роману Мишеля Даве[фр.])
- 1946 — Пасторальная симфония / La symphonie pastorale (по роману Андре Жида)
- 1947 — Дьявол во плоти / Le diable au corps (по роману Раймона Радиге)
- 1949 — У стен Малапаги / Le mura di Malapaga
- 1949 — Займись Амелией / Occupe-toi d'Amélie..! (по пьесе Жоржа Фейдо, в титрах не указан)
- 1950 — Бог нуждается в людях / Dieu a besoin des hommes
- 1950 — Стеклянный замок / Le château de verre (по роману Вики Баум «Разве знаешь?»)
- 1951 — Красная таверна / L'auberge rouge (по новелле Оноре де Бальзака)
- 1952 — Семь смертных грехов / Les sept péchés capitaux
- 1952 — Запрещённые игры / Jeux interdits
- 1952 — Судьбы / Destinées (новелла «Жанна д'Арк»)
- 1953 — Голос тишины / La voce del silenzio
- 1953 — Гордецы / Les orgueilleux (в титрах не указан)
- 1954 — Хлеб в траве / Le blé en herbe (по роману Колетт «Ранние всходы»)
- 1954 — Маддалена / Maddalena
- 1954 — Красное и чёрное / Le rouge et le noir (по роману Стендаля)
- 1955 — Бродячие собаки без ошейников / Chiens perdus sans collier (по рассказу Жильбера Себрона[фр.])
- 1956 — Дон Жуан / Don Juan
- 1956 — Жервеза / Gervaise (по роману Эмиля Золя «Западня»)
- 1956 — Через Париж / La traversée de Paris (по рассказу Марселя Эме)
- 1958 — В случае несчастья / En cas de malheur (по Жоржу Сименону)
- 1958 — Игрок / Le joueur (по роману Фёдора Достоевского)
- 1958 — Некто Иуда / Ein gewisser Judas (ТВ, по своей пьесе)
- 1959 — Дорога школяров / Le chemin des écoliers (по роману Марселя Эме)
- 1959 — Власть и слава / The Power and the Glory (по пьесе Грэма Грина в еженедельном сериале «Пьеса недели» / Play of the Week)
- 1959 — Зелёная кобыла / La jument verte (по роману Марселя Эме)
- 1960 — Регаты в Сан-Франциско / Les régates de San Francisco
- 1961 — Как хорошо жить / Che gioia vivere
- 1961 — Не убий / Tu ne tueras point
- 1961 — Свидание / Le rendez-vous (по роману Патрика Квентина[фр.])
- 1962 — Преступление не выгодно / Le crime ne paie pas (с Жаком Сигюром и Анри Жансоном)
- 1963 — Убийца / Le meurtrier
- 1963 — Кубышка Жозефы / Le magot de Josefa (по роману Катрин Клод)
- 1964 — Особенная дружба / Les Amitiés particulières
- 1965 — Чёрный юмор / Umorismo in nero
- 1966 — Горит ли Париж? / Paris brûle-t-il?
- 1968 — Францисканец из Буржа / Le franciscain de Bourges (по Марку Толедано[фр.])
- 1968 — Некто Иуда / Een zekere Judas (ТВ, по своей пьесе)
- 1972 —  / François Malgorn, séminariste ou celui qui n'était pas appelé (ТВ)
- 1973 —  / Le château perdu (ТВ)
- 1974 — Часовщик из Сен-Поля / L'horloger de Saint-Paul (по роману Жоржа Сименона)
- 1976 — Судья и убийца / Le juge et l'assassin (по собственному рассказу)
- 1984 — Воскресенье за городом / Un dimanche à la campagne (по своему роману «Месье Ладмираль скоро умрет»)
- 1990 — Зелёная гора / Der grüne Berg
- 2007 — Красный отель / L'auberge rouge (по новелле Оноре де Бальзака)

## Публикации
- Пьер Бост. Смерть г-на Жюльена. Рассказ. — Л., Время, 1928.
- Пьер Бост. Господин Ладмираль скоро умрёт.

## Награды
- 1931 — премия Интералье («Скандал»)